# Lhuis
Lhuis [lui] je francouzská obec v departementu Ain v regionu Auvergne-Rhône-Alpes. V roce 2012 zde žilo 873 obyvatel.

## Poloha
Obec leží u hranic departementu Ain s departementem Isère, které zde tvoří řeka Rhôna. Sousední obce jsou: Ambléon, Brangues (Isère), Briord, Conzieu, Creys-Mépieu (Isère), Groslée, Marchamp, Saint-Victor-de-Morestel (Isère) a Seillonnaz. Leží na úpatí jižního svahu pohoří Tentanet, ve vinařské oblasti Bugey.

## Pamětihodnosti
- Románský kostel Nanebevzetí Panny Marie s věží je památkově chráněn. Ve věži je rovněž chráněná kolonie netopýrů.
- Zříceniny hradu Lhuis z doby kolem 1200.

## Vývoj počtu obyvatel
Počet obyvatel